# Hildegard Osten
Hildegard Osten (* 23. März 1909 in Bad Oldesloe; † 14. September 2000 in Lübeck) war eine deutsche Bildweberin.

## Leben und Wirken
Hildegard Osten studierte Handweberei und Stickerei an der Kunstgewerbeschule Hamburg als Schülerin von Maria Brinckmann, der Tochter von Justus Brinckmann, und wurde Lehrling bei Alen Müller-Hellwig in Lübeck. Von 1930 bis 1936 leitete sie die Weberei der anthroposophischen Schule Loheland. Nach Studienaufenthalten in Schweden und in München wurde sie ab 1938 wieder Mitarbeiterin bei Alen Müller-Hellwig.
1939 machte sie sich mit einer eigenen Werkstatt selbständig. Alfred Mahlau, der seit 1934 Alen Müller-Hellwigs Werkstatt mit großformatigen Entwürfen und Aufträgen für staatliche Stellen versorgt hatte, ließ diese nun von Hildegard Osten fertigen. Auch der Maler Curt Stoermer beauftragte sie mit der Umsetzung von zwei von ihm entworfenen, religiös motivierten Wandbehängen: der Begegnung Marias mit Elisabeth und einem weiteren mit vier Szenen des Neuen Testaments. Durch den Zweiten Weltkrieg wurden jedoch nur noch wenige Aufträge abgewickelt. Dazu gehören Tapisserien für die Reichsanstalt für Film und Bild in Berlin, den Sitzungssaal einer Hamburger Versicherung und für das Auditorium der Reichsuniversität Straßburg.
Nach Kriegsende webte sie vor allem nach eigenen Entwürfen und entwickelte eine eigene Schraffurtechnik. Farben waren für sie Träger geistiger Impulse. Neben Bildteppichen schuf sie Seidenstoffe, Brokatstoffe und Kleider, die sie in ihrem Laden in der Lübecker Königstraße 9 verkaufte. 1992 gab sie ihre Werkstatt auf.
Durch Drucke und Postkarten weit verbreitet wurden die von Walther Roggenkamp entworfenen und von ihr gewebten anthroposophischen Bildteppiche.

## Werke in öffentlichem Besitz
- Wandbehang Aquarinus, Gobelinweberei (173 × 118 cm), Behnhaus, Lübeck (Inv. Nr. 1976/118)
- Bildteppich Sphärenwettgesang (1976) (140 × 300 cm) Museum für Kunst und Gewerbe, Hamburg (Inv. Nr. 1994.01)

## Schriften/Kataloge
- Walther Roggenkamp: Bildteppiche zum Traumlied vom Olav Åsteson. Gewoben von Hildegard Osten. Urachhaus, Stuttgart 1969
- Walther Roggenkamp: Bildteppiche: salus per naturam, Wandlung, sieghafter Geist, et incarnatus est. Gewoben von Hildegard Osten. Urachhaus, Stuttgart 1974, ISBN 3-87838-174-3
- Wulf Schadendorf (Hrsg.): Hildegard Osten: Bildteppiche. Museum für Kunst und Kulturgeschichte, Lübeck 1979 (Kunst und Künstler in Lübeck 7)
- Hildegard Osten, Kristina Degen: Textilkunst. Schleswig-Holsteinische Landesbibliothek, Kiel 1986 (Berichte und Beiträge der Schleswig-Holsteinischen Landesbibliothek 16)
- Walther Roggenkamp: Das Tobias-Triptychon: Bildteppiche. Gewoben von Hildegard Osten. Freies Geistesleben, Stuttgart 1986, ISBN 3-7725-0882-0
- Rudolf Steiner: Das Märchen vom Quellenwunder: 5 Bildteppiche. Gewoben von Hildegard Osten. Verlag am Goetheanum, Dornach 1988, ISBN 3-7235-0474-4